# Antoine Furetière

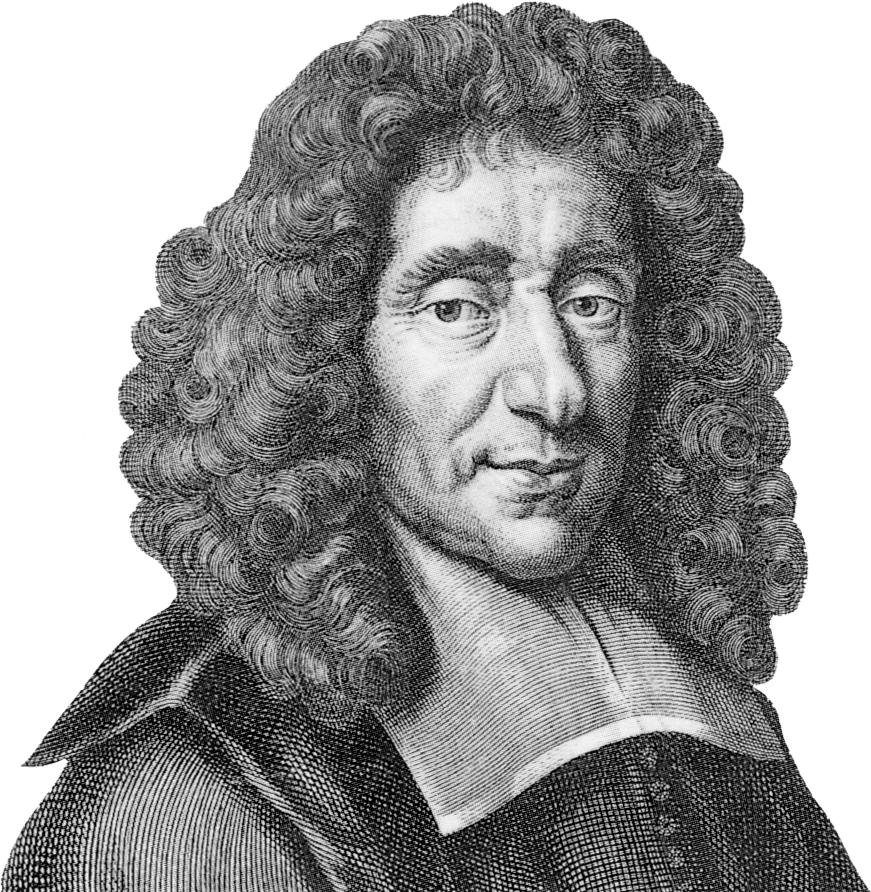
Antoine Furetière

Antoine Furetière (* 28. Dezember 1619 in Paris; † 14. Mai 1688 ebenda) war ein französischer Schriftsteller und Gelehrter, vor allem aber ein bedeutender Enzyklopädist.

## Leben
Furetière stammte aus kleinbürgerlichen Pariser Verhältnissen, konnte sich aber eine gute Bildung und sogar ein Jurastudium verschaffen und ein kleineres königliches Amt kaufen. Zusätzlich ließ er sich die Niederen Weihen erteilen, um – mit Erfolg – an Pfründen zu kommen, die ihm ein auskömmliches Leben sichern konnten. Als Geistlicher betreute er die Abtei in Chalivoy und die Probstei zu Chuisnes.
Ansonsten verkehrte er in Pariser Literatenkreisen, betätigte sich in verschiedenen Gattungen (z. B. schrieb er, ähnlich wie Paul Scarron, 1649 eine burleske Parodie der Æneis) und war gefürchteter Satiriker und Literaturkritiker. 1662 wurde er Mitglied der Académie française. 1666 brachte er Le Roman bourgeois („Der Bürgerroman“) heraus, eine Persiflage auf den heroisch-galanten Roman à la Madeleine de Scudéry, dem Furetière ein in bürgerlichen Kreisen spielendes realistisches Pendant gegenüberzustellen suchte (das wegen langatmiger Passagen bei den Zeitgenossen auf deutlich weniger Interesse stieß als bei heutigen Literarhistorikern).
Furetière sollte aber vor allem als Gelehrter bedeutsam werden: Da ihm die Arbeit am seit 1637 von der Académie française verfassten Wörterbuch, an der er seit seiner Berufung 1662 mitwirkte, zu langsam voranschritt und sich auch zu literaturbezogen entwickelte, erstellte er ein eigenes Dictionaire universel, Contenant generalement tous les mots françois tant vieux que modernes, & les termes de toutes les sciences et des arts („Universalwörterbuch, allgemein sämtliche französischen, alten und neuen, Wörter, sowie Fachausdrücke aller Wissenschaften und Künste enthaltend“). Nachdem Furetière sein Werk 1684 angekündigt (und das unumgängliche königliche Druckprivileg erworben) hatte, bezichtigte ihn die Académie geistigen Diebstahls, verhinderte die Drucklegung und schloss ihn 1685 sogar aus. Furetière starb verbittert und ohne die Erstausgabe seines dreibändigen Werkes zu erleben, das von dem bedeutenden Frühaufklärer Pierre Bayle 1690 in Den Haag und Rotterdam veröffentlicht wurde. Weitere Auflagen: 1691, 1694, 1701, 1702, 1708, 1725, 1727.
Den Enzyklopädisten galt und gilt „der Furetière“, der anders als das ab 1694 erstmals erschienene, puristisch und normativ angelegte Académie-Wörterbuch auch umgangssprachliche und fachsprachliche Bedeutungen und auch bereits die Etymologie von Wörtern verzeichnet, als wichtige Quelle für die französische Sprache des 17. Jahrhunderts. Sein Werk wurde zum Vorbild vieler späterer Wörterbücher.

## Werke

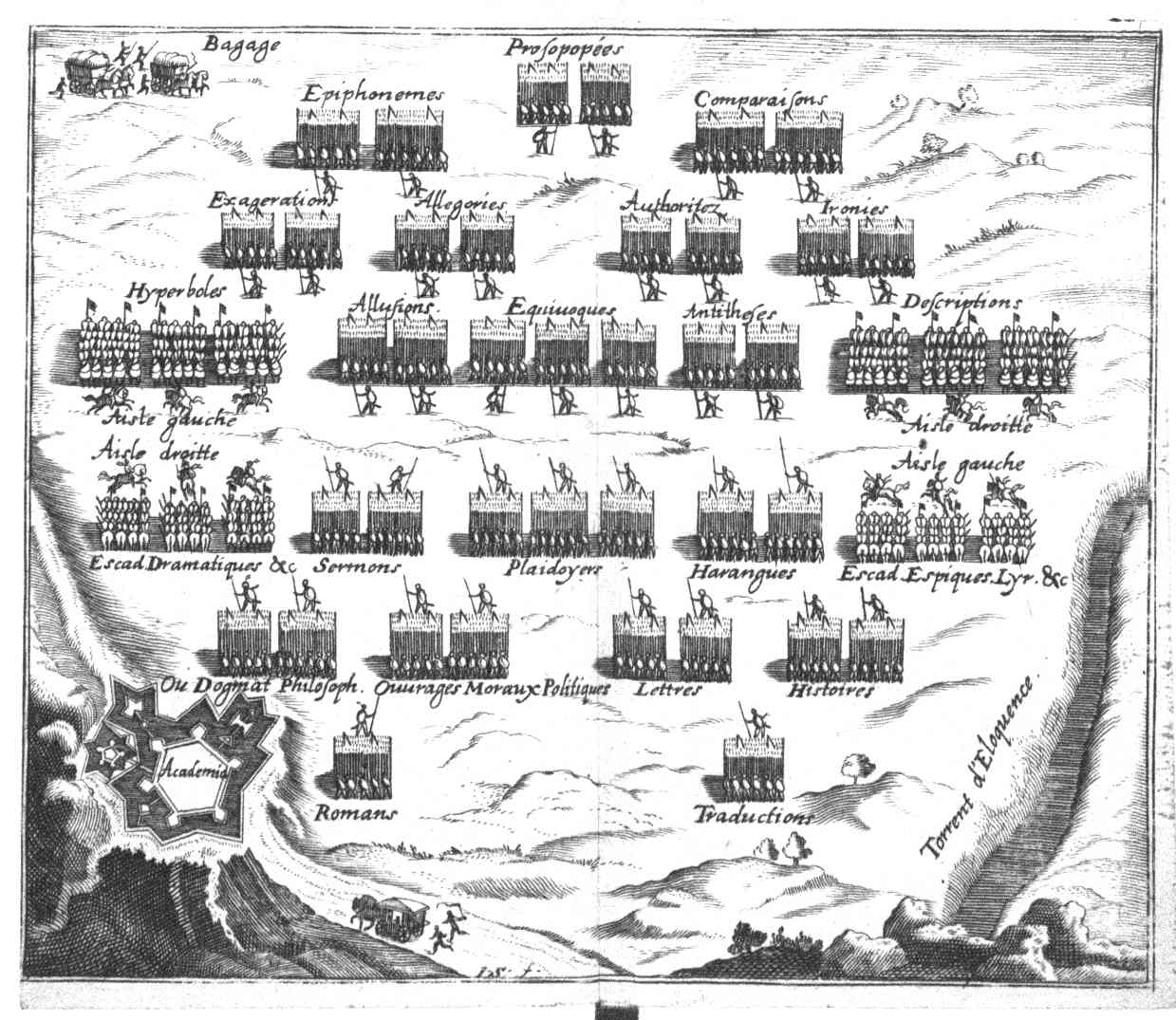
Allegorische Darstellung der Grammatik, ihre Disziplinen als Armeen. Aus Antoine Furetières Nouvelle Allegorique, Ou Histoire Des Derniers Troubles Arrivez Au Royaume D’Eloquence (1659).

- Antoine Furetière, Wolfgang Tschöke (Übers., Hrsg.): Der Bürgerroman. Stroemfeld/Roter Stern, Basel/Frankfurt am Main 1992, ISBN 3-87877-243-2. dort Verz. der frz. Ausgaben